# Tegteza
Tegteza là một chi bướm đêm thuộc họ Erebidae.